# U.S. Dro
Unione Sportiva Dro là một câu lạc bộ bóng đá Ý có trụ sở tại Dro, Trentino-Alto Adige. Đội bóng hiện tại thi đấu ở Serie D.

## Lịch sử

### Serie D
Trong mùa giải 2012-13, đội đã được thăng hạng lần đầu tiên, từ Eccellenza Trentino-Alto Adige đến Serie D.

## Màu sắc và huy hiệu
Màu của đội là màu xanh.

## Danh hiệu
- Eccellenza:
  - Vô địch (1): 2012-13